# Всеукраинский Совет военных депутатов
Всеукраинский Совет военных депутатов — выборная политическая организация военных-украинцев, созданная по предложению М. С. Грушевского 11 (24) июня 1917 года на II Всеукраинском войсковом съезде; располагалась в Киеве. В состав Совета вошло 132 члена, из которых 60 % составляли солдаты, 40 % — офицеры (было принято, что это временный совет, остальные его члены должны были избираться на фронтовых и окружных войсковых съездах — по 1 депутату от каждых 25 тысяч человек; однако воплотить это решение в жизнь не удалось). В президиум Совета вошли: С. Березняк (председатель), Й. Гермайзе, Н. Врублевский, П. Войтенко, П. Паливода, М. Панченко, П. Куцяк (Чалый).
Совет активно отстаивал интересы военных-украинцев, выступал в поддержку главных политических требований УЦР. Прекратил свою деятельность в конце 1917 года.